# Sân bay Tokushima
Sân bay Tokushima (徳島飛行場 Tokushima Hikōjō) (IATA: TKS, ICAO: RJOS) là một sân bay ở Matsushige, Tokushima, Nhật Bản, gần thành phố Tokushima.
Ngoài phục vụ các chuyến bay theo lịch trình, sân bay này cũng là căn cứ đội bay huấn luyện của Đội tự vệ. Đây là sân bay bận rộn nhất ở Shikoku tính theo lượt chuyến với 15.000 lượt chuyến mỗi năm.
Sân bay Tokushima được khai trương làm căn cứ không quân của Hải quân Đế quốc Nhật Bản năm 1941.
Đường băng hiện nay được hoàn thành năm 1987; đang được kéo dài ra 2.500 m.

## Các hãng hàng không và các tuyến điểm
Hiện có các hãng hàng không sau đang hoạt động tại sân bay này:
- All Nippon Airways
  - Air Central dba All Nippon Airways (Nagoya Centrair)
- Japan Air Commuter (Fukuoka)
- Japan Airlines (Sapporo Chitose [chỉ vào mùa Hè], Tokyo Haneda)